# Oro (Papua-Nowa Gwinea)

Podział administracyjny prowincji Oro

Oro (dawniej Prowincja Północna, ang. Northern Province) – prowincja Papui-Nowej Gwinei, położona w południowo-wschodniej części kraju na północ od Prowincji Centralnej. Ośrodkiem administracyjnym prowincji jest Popondetta (19,6 tys., 2000).
W południowej części prowincji ciągnie się pasmo Gór Owena Stanleya. W nadbrzeżnej nizinie znajduje się aktywny wulkan Mount Lamington (1680 m n.p.m.).